# Dolf Mohr
Adolf Mohr (* um 1815; † 4. März 1851 in Dortmund) war ein deutscher Fuhrmann und Räuber aus dem Gebiet südlich um Dortmund.

## Leben
Dolf Mohr war ein Fuhrmann aus dem heute zu Dortmund gehörenden Stadtteil Höchsten. In der Zeit der Missernten von 1842 bis 1846 geriet Mohr 1845 erstmals mit dem Gesetz in Konflikt, als er mutmaßlich einen Sack Kartoffeln stahl. Mohr wurde zwar angeklagt, musste jedoch freigesprochen werden, da ein Nachbar ihm ein Alibi verschafft hatte. Bis 1851 beging Dolf Mohr diverse Einbrüche und Überfälle. Viele der Taten soll Mohr nicht zu seinem eigenen Vorteil begangen haben, sondern um seinen bettelarmen Nachbarn zu helfen. In diesem Zusammenhang soll Dolf Mohr unter anderem Steuereintreiber und Viehhändler ausgeraubt haben. Daher wurde er später der „Robin Hood vom Höchsten“ genannt.
Bis 1849 hatte sich um Mohr eine Räuberbande gebildet. Unter anderem deshalb wurde seitens der Dortmunder Behörden preußisches Militär angefordert. Dieses wurde allerdings von übergeordneten Stellen verweigert. Im März 1850 wurde Dolf Mohr zusammen mit einem Komplizen nach einem Einbruch verhaftet und angeklagt. Mohr gelang im Juli 1850 die Flucht aus dem Gefängnis. Am 4. November 1850 wurde eine Belohnung von 10 Talern auf die Ergreifung von Dolf Mohr ausgesetzt. Dies entsprach dem damaligen Monatslohn eines Arbeiters. Dennoch konnte Mohr bis 1851 nicht gefasst werden.

## Tod
Am 4. März 1851 wurde Dolf Mohr bei dem Versuch, sich der Verhaftung zu entziehen, durch den Gendarmen Mönkebüscher in den Rücken geschossen und getötet.